# Oriol Tramvia
Oriol Tramvia (Barcelona, 14 de març de 1951) és un cantant i actor català.

## Biografia
Oriol Pons i Mir va néixer el 14 de març de 1951, essent el petit de cinc germans. Estudià a l’Escola Sant Felip Neri i després a un internat de Calella. A finals dels anys seixanta viatjà a Formentera i després s'instal·là a la Floresta.
Membre del Grup de Folk, es feu conegut quan el 1976 enregistrà, en directe, a la Sala Zeleste, el disc Bèstia! amb la famosa cançó que li dona nom. En aquest disc musica poetes clàssics (Joan Salvat-Papasseit i Salvador Espriu) i cançons tradicionals (com La presó de Lleida) a ritme de rock. A més hi intercalava accions teatrals, iniciant una tendència que no ha abandonat mai. És considerat un precursor del rock català. El 1976 i el 1977 participà en el Festival Canet Rock.
Debutà com a actor sota les ordres de Ventura Pons en el musical Rocky Horror Pictures Show al Teatre Romea l'any 1977 en un repartiment on també hi actuaven Christa Leem, Dolors Lafite i Maria Cinta, entre d'altres. Alguns dels directors amb els quals ha treballat són: Mario Gas, Jérôme Savary, Helder Costa, Ricard Salvat, Rosa Novell, Manel Gausa i Lluís-Anton Baulenas. Ha fet gires per Espanya, Europa, Estats Units i Amèrica Llatina. Ha representat Von Kleist (El príncep d'Homburg), Shakespeare (Otel·lo), Txékhov (Els perills del tabac), Ionescu (Les cadires), Brecht (L'Òpera dels tres rals), Espriu (Ronda de mort a Sinera) i Brossa (El dia del Profeta), Shakespeare (El somni d'una nit d'estiu, Teatre Nacional de Catalunya 2014).
Si li preguntem ens dirà que mai ha treballat, però a més de cantar per antres i auditoris ha fet nou discos: “L'Argenté de Badalona”, guardonat amb dos premis, un documental sobre en Joan Argenté, alguns videoclips i l'hem pogut veure tots aquests anys al teatre, al cinema i a la televisió.
A finals de l'any 2016 edita el darrer disc No siguis bèstia! per celebrar el 40è aniversari de la cançó que el va fer famós.
En cinema ha participat en pel·lícules d'Òscar Aibar: Atolladero amb Iggy Pop, Platillos volantes, El gran Vázquez amb Santiago Segura i El bosc amb Maria Molins i Àlex Brendemühl. Amb Joaquim Oristrell a Inconscients, amb Ventura Pons a Ocaña, retrat intermitent i A la deriva. També col·labora a Bruc de Daniel Benmayor i El perfum: història d'un assassí de Tom Tykwer.
Al 2025 rep el Premi Enderrock d'Honor, com a pioner en la introducció del moviment punk en català.
També en 2025, Oriol Tramvia impulsa el projecte Sin ti. Laizä canta a Oriol Tramvia amb l'objectiu de reunir en un únic àlbum el seu repertori en castellà. Per dur-lo a terme, va comptar amb el productor Joan Ramon Guzmán i la veu de la cantant gaditana Laizä, qui interpreta vuit temes. Tres d'aquestes cançons ja formaven part del llegat musical de Tramvia, mentre que les cinc restants són composicions noves creades especialment per a aquest disc. L'àlbum abraça una varietat d'estils musicals, com boleros, tangos i rancheres, i es caracteritza per una producció meticulosa i una sonoritat rica, gràcies a la col·laboració de diversos músics.

## Discografia
- 1976: Bèstia! (LP)
- 1994: Bèstia! (CD)
- 1997: En Directo - Radio Club Harlem Jazz (CD)
- 2004: Quan tu no hi ets (CD)
- 2004: Febrer's 1983-2004(CD)
- 2006: El Camí dels Degotalls (CD)
- 2010: Reedició Bèstia (CD)(Reeditat i digitalitzat per Picap 2010)
- 2010: 60 oriols (CD)
- 2014: El 7
- 2014: L'Argenté de Badalona (CD, Satélike K)[2]
- 2016: No siguis bèstia! (Satélite K)[6]
- 2019: Lainopia (Autoeditat)

### Discografia amb el Grup de Folk
- 2001: Els temps encara estan canviant (CD)
- 2003: Els temps encara estan canviant II (CD)
- 2007: Què fas, polissó? (CD)

## Peces teatrals escrites i estrenades
- 2004: Quan tu no hi ets
- 2006: Un estiu amb Madonna